# معرض فريك
معرض فريك هو متحف فني يقع في منزل هنري كلاي فريك على الجانب الشرقي العلوي في مانهاتن، مدينة نيويورك في الزاوية الشمالية الشرقية مع الجادة الخامسة. ويضم مجموعات هنري كلاي فريك (1849-1919).

## أبرز المعالم المختارة

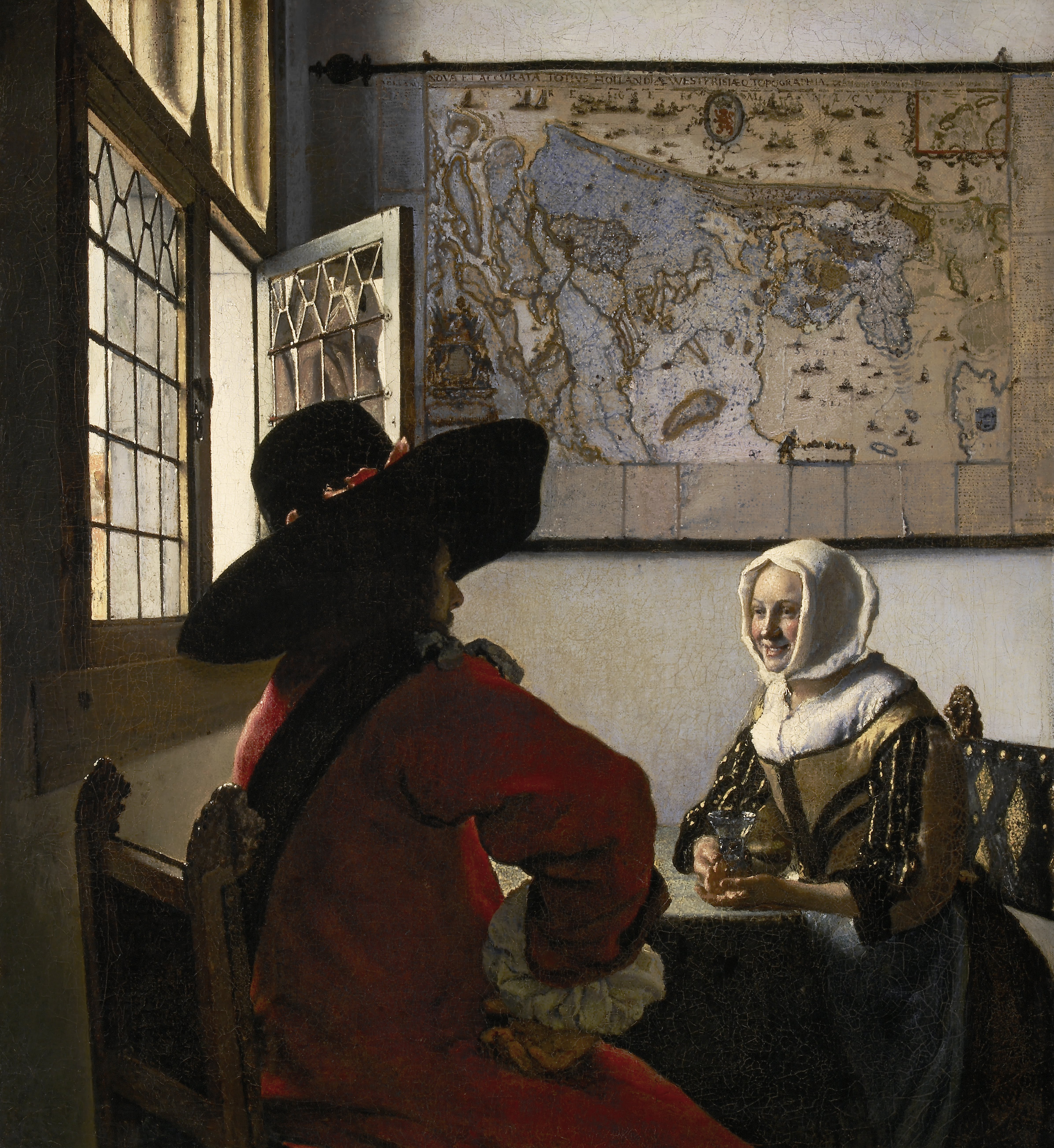
الضَابِطٌ والفَتاة الضَاحَكَهُ لوحة زيتية من القرن السابع عشر بريشة يوهانس فيرمير. رسمها حوالي سنة 1657. هي الآن واحدة من ثلاث لوحات لفيرمير في مجموعة فريك في نيويورك.
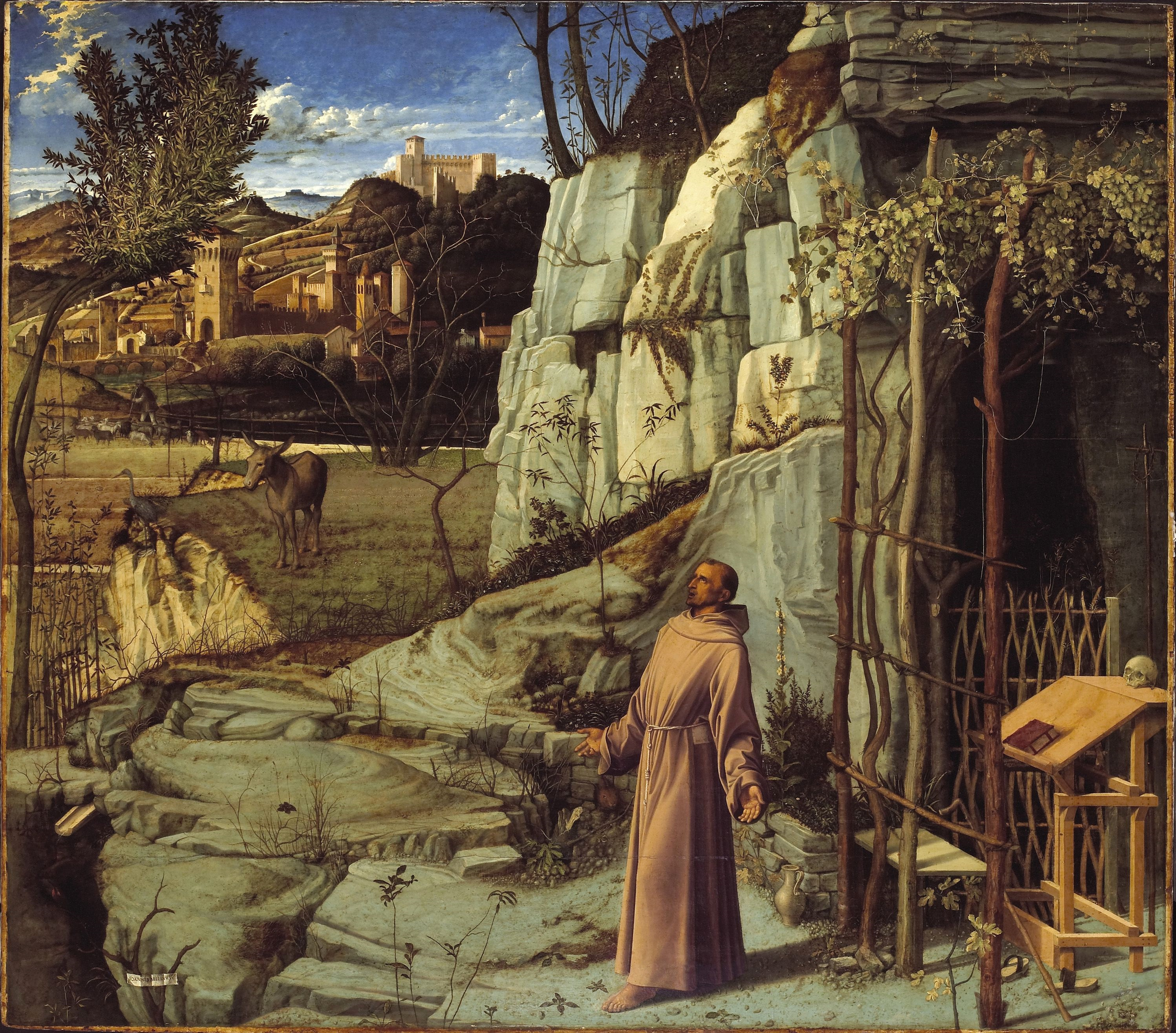
لوحة القديس فرنسيس، جوفاني بيليني، 1478
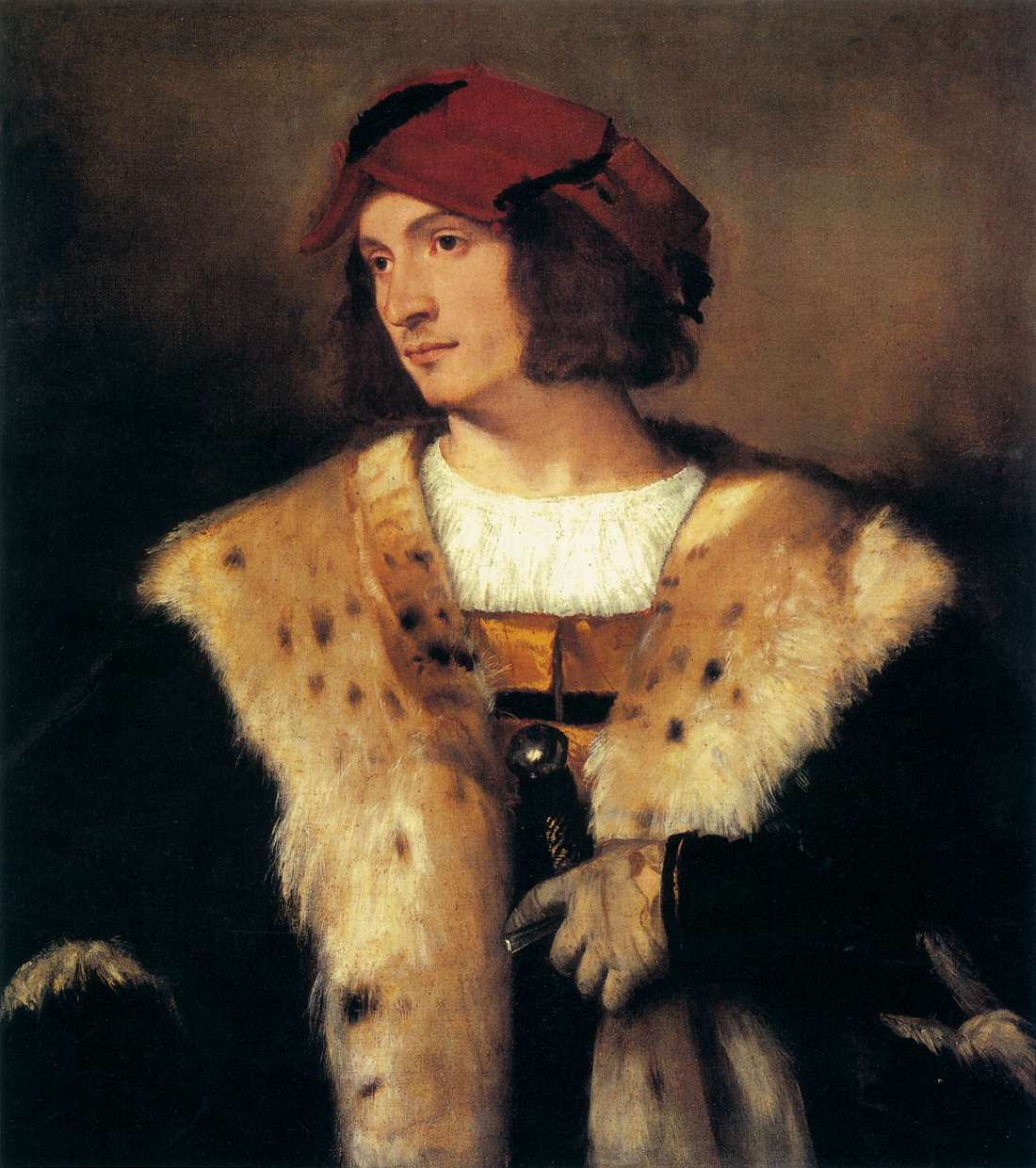
صورة لرجل في قبعة حمراء، تيتيان، ج. 1516
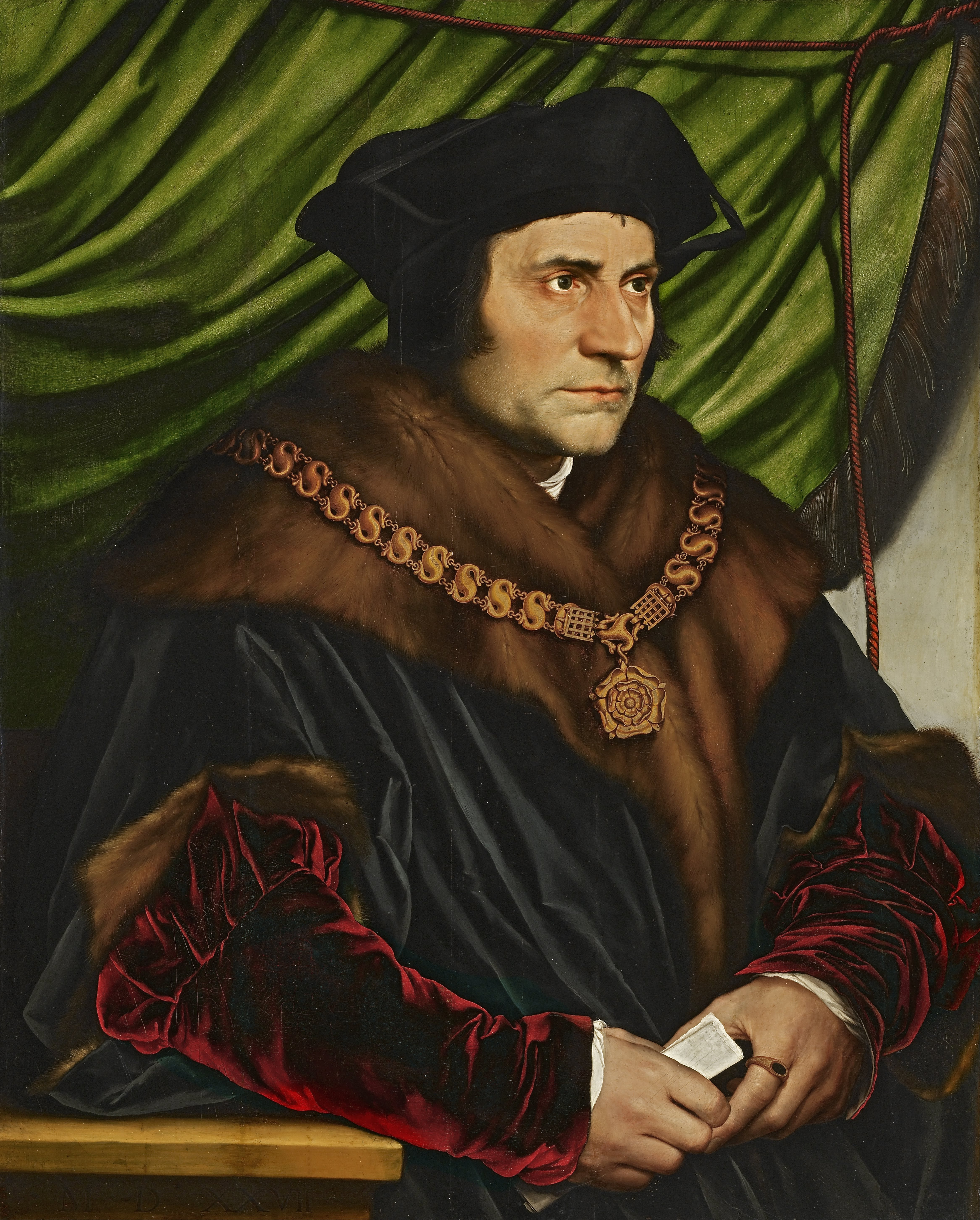
صورة توماس مور، هانس هولباين الابن، 1527
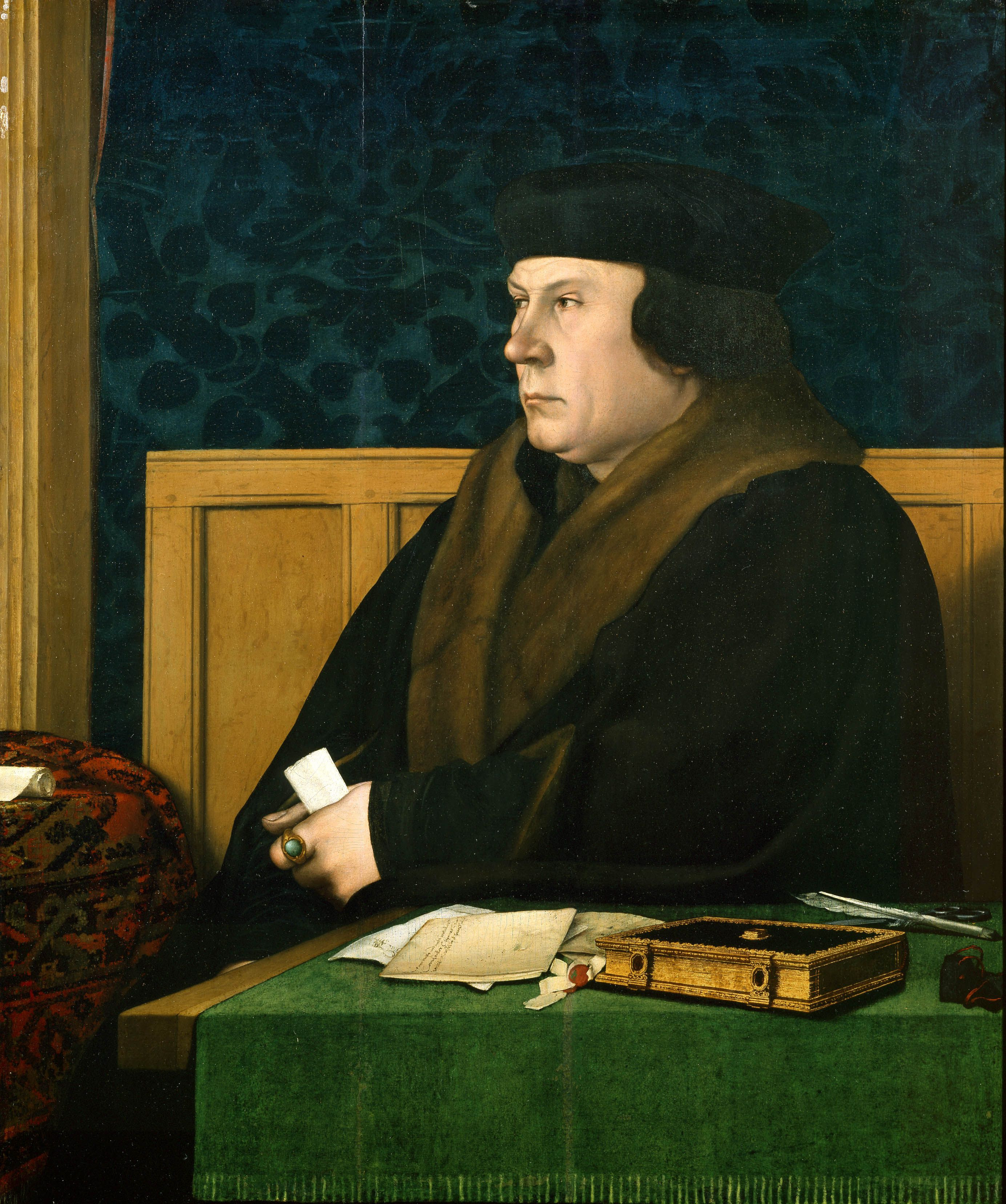
لوحة توماس كرومويل، هانس هولباين الابن، 1532 أو 1533
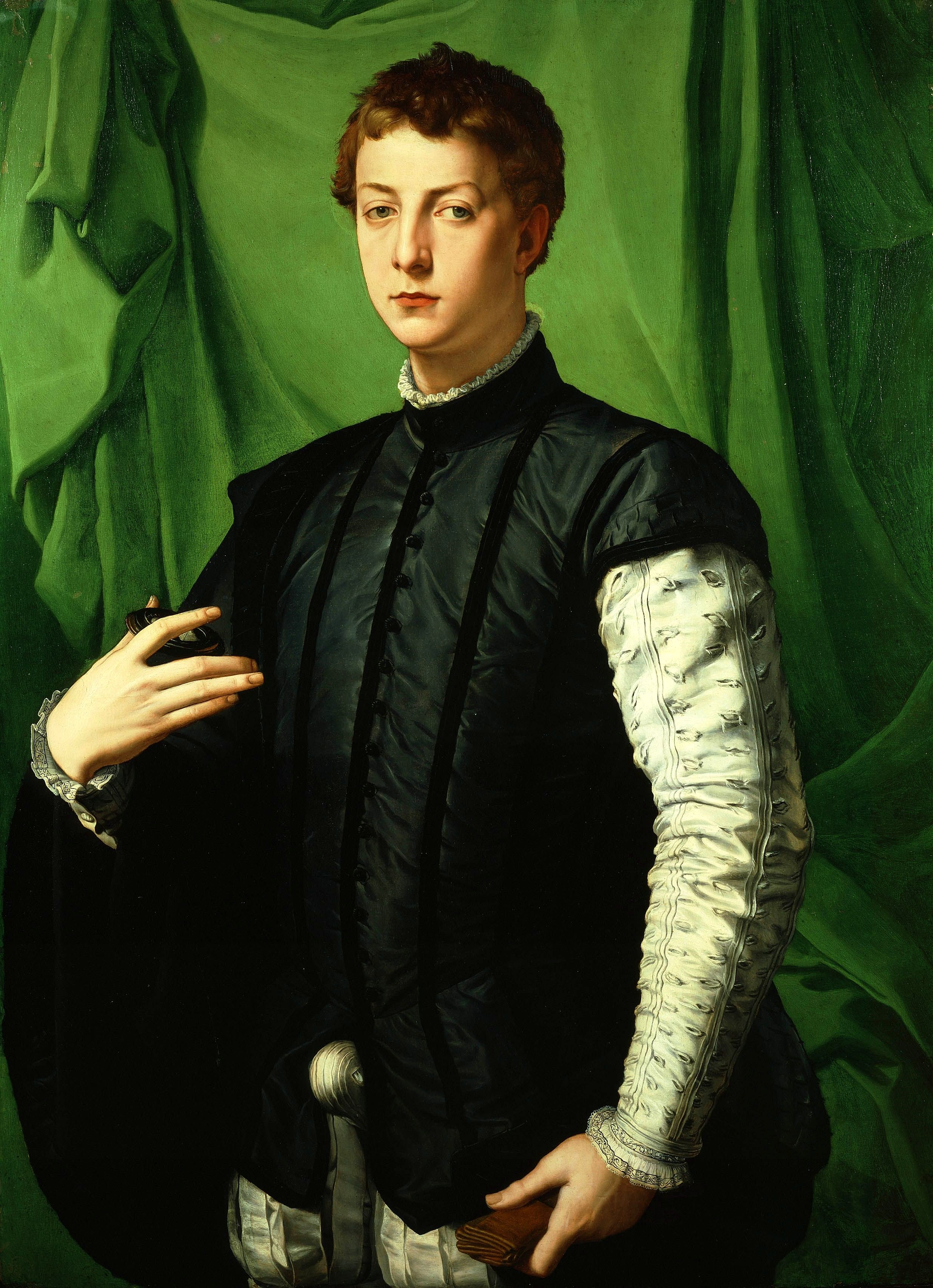
صورة لودوفيكو كابون، برونزينو، 1551
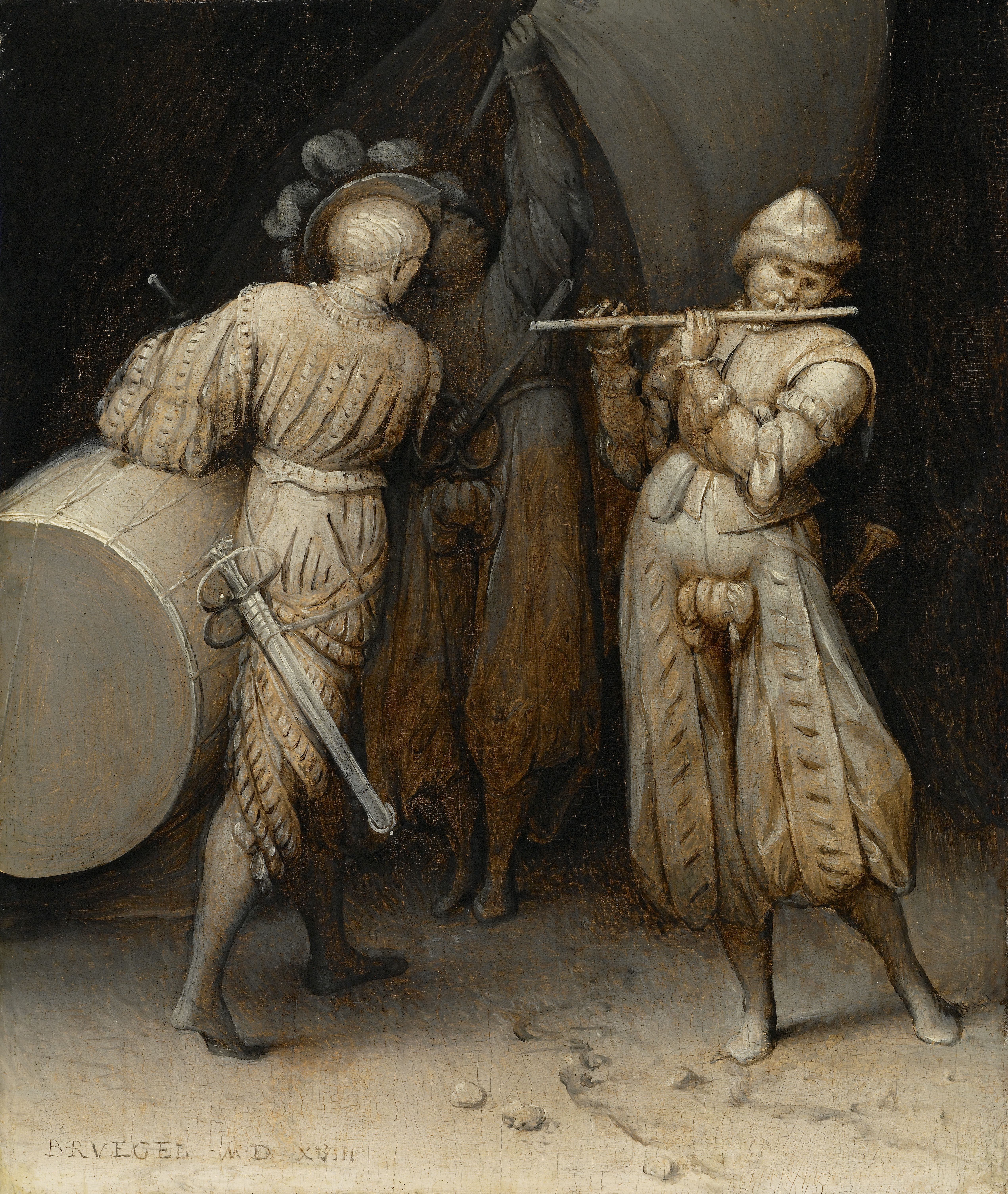
لوحة ثلاثة جنود، بيتر بروغل الأكبر، 1568
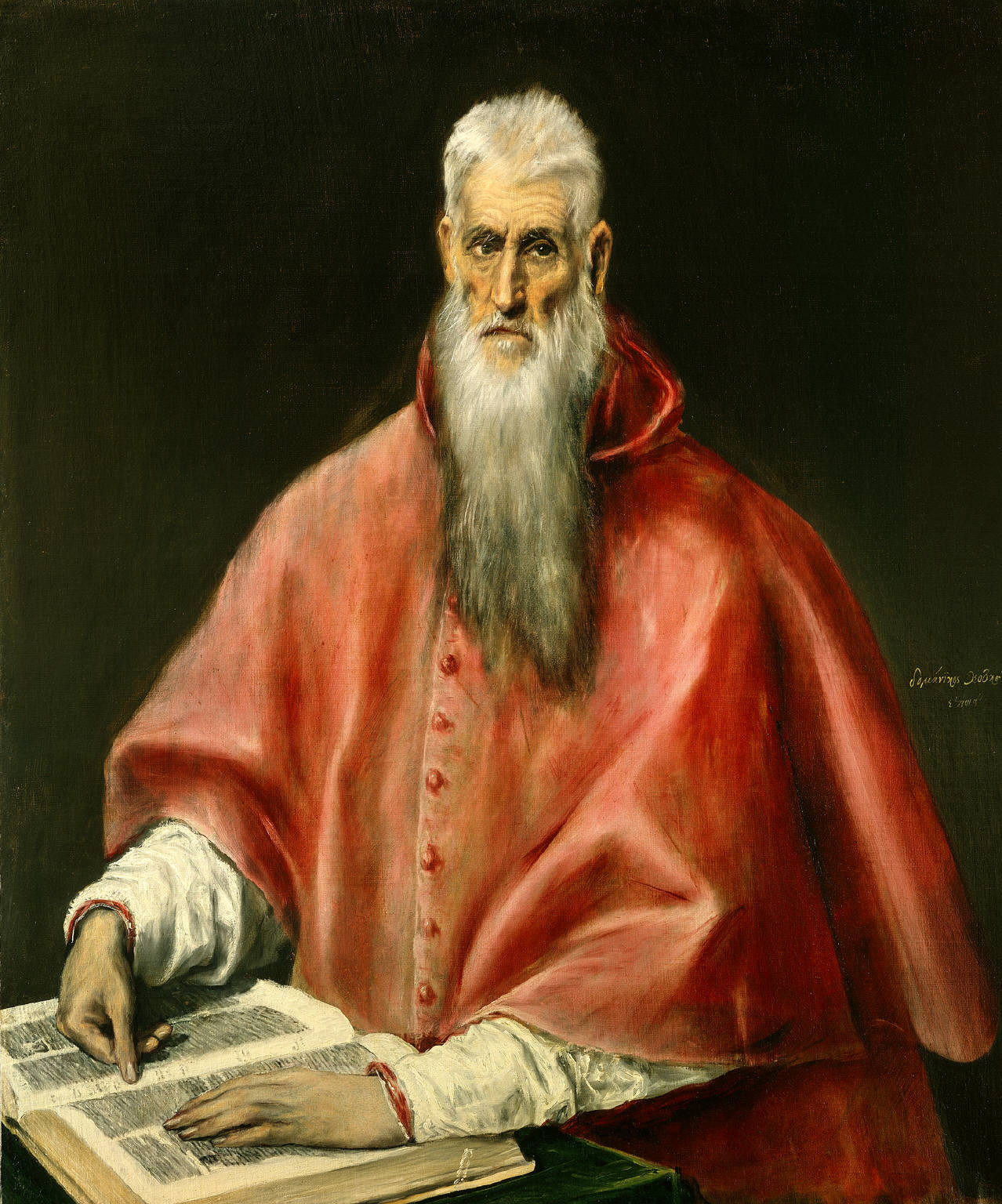
لوحة القديس جيروم، إل غريكو، ج. 1590–1600
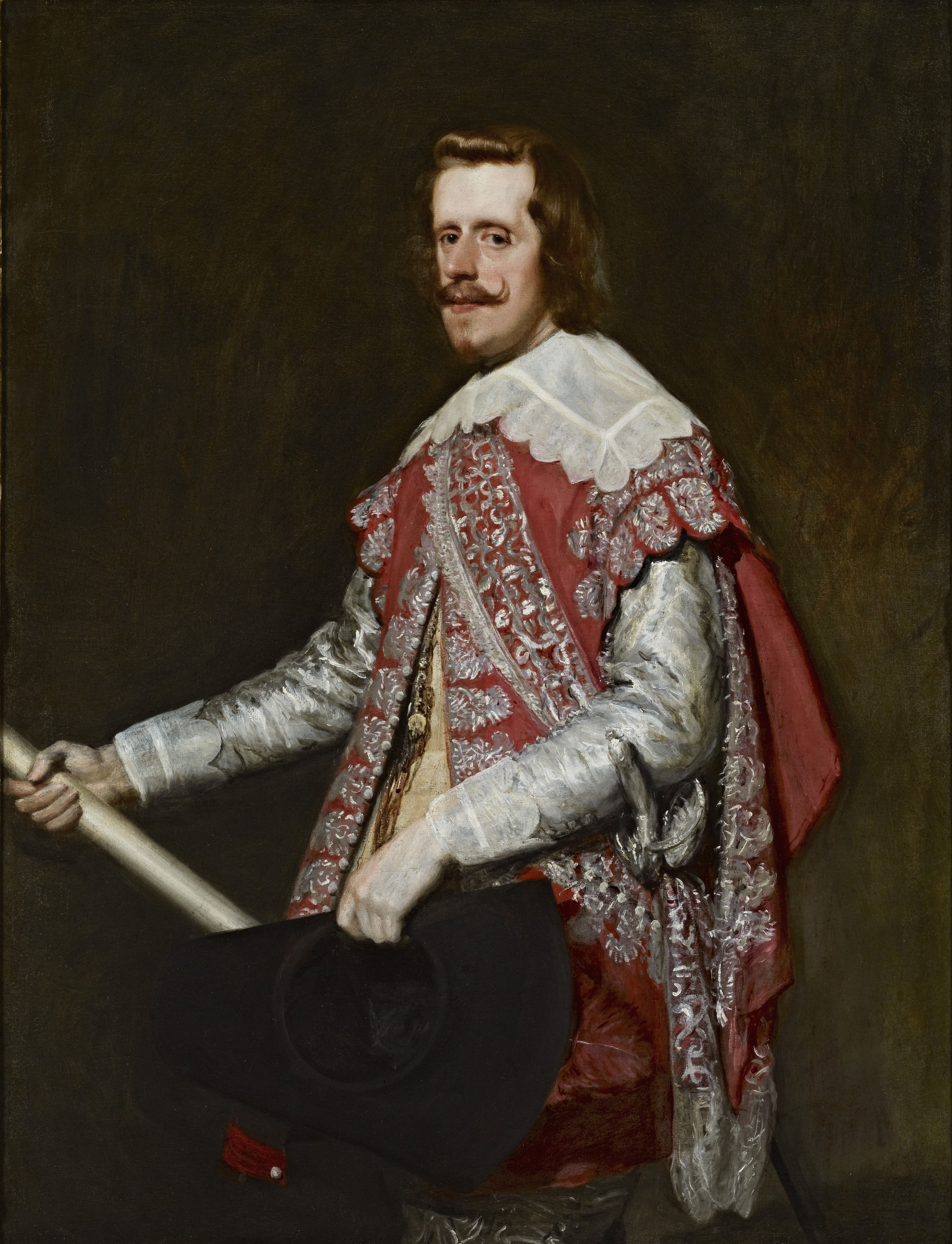
بورتريه فيليب الرابع ملك إسبانيا دييغو فيلاثكيث، 1644
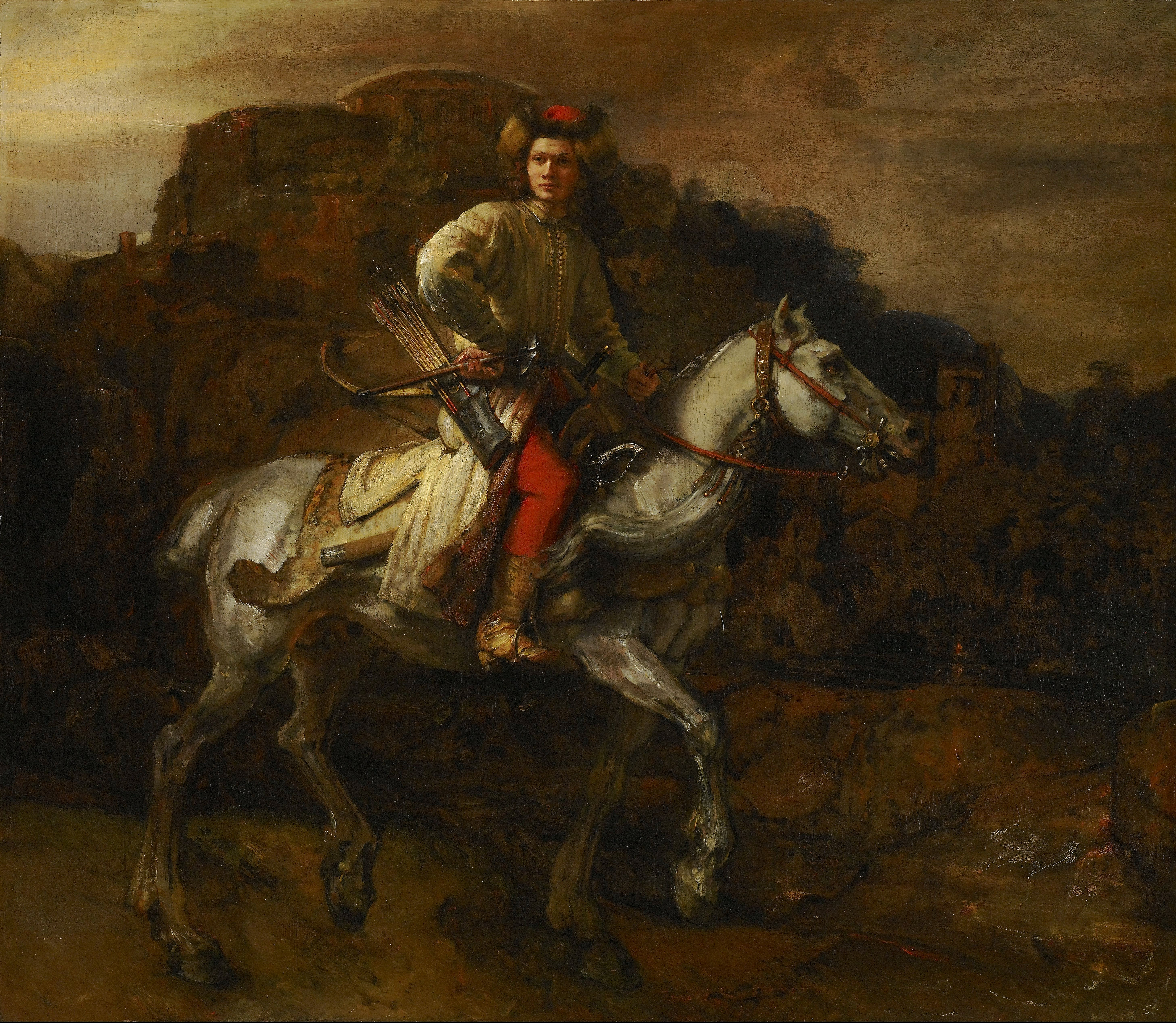
لوحة الراكب البولندي، رامبرانت، 1655
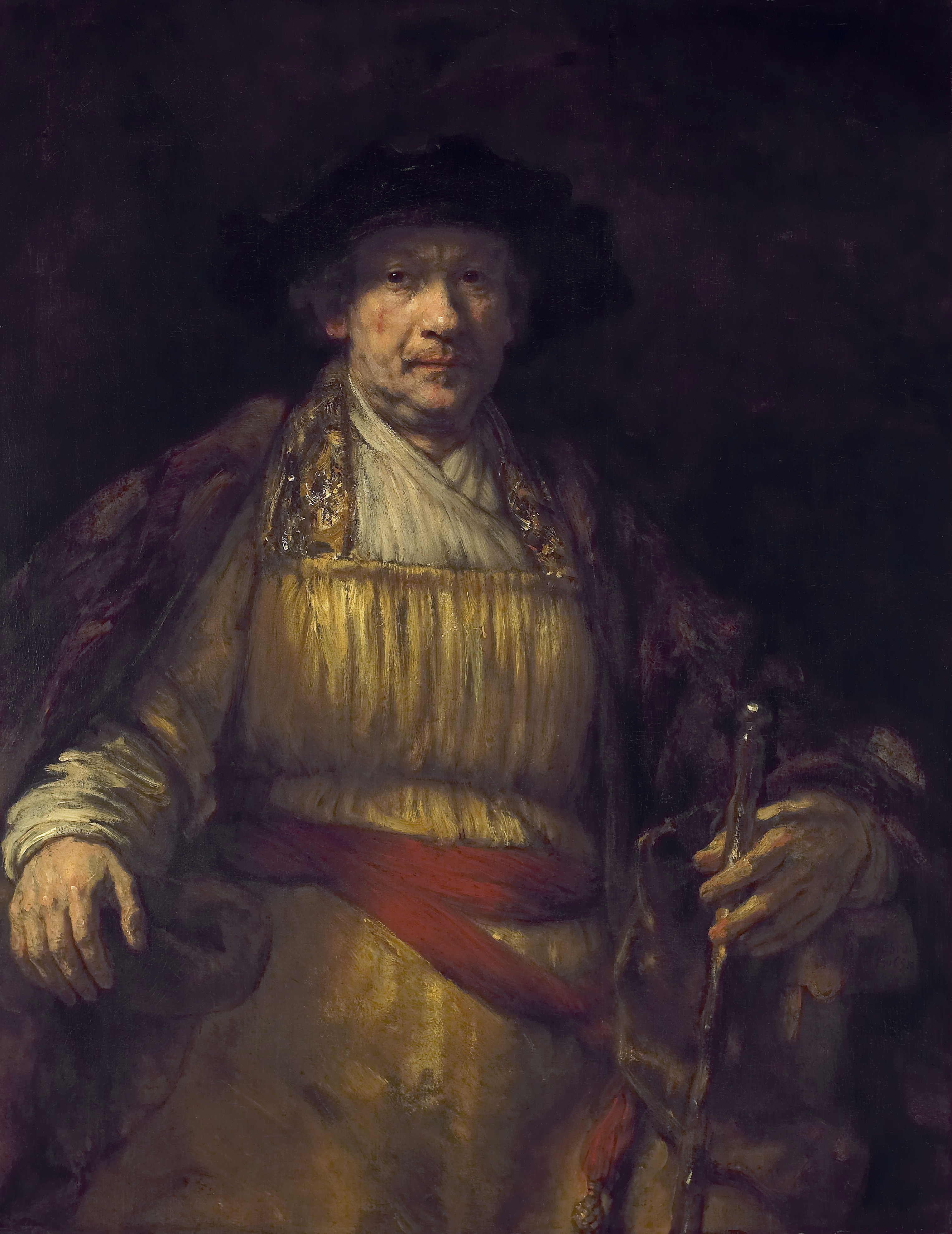
بورتريه رامبرانت، رامبرانت، 1658
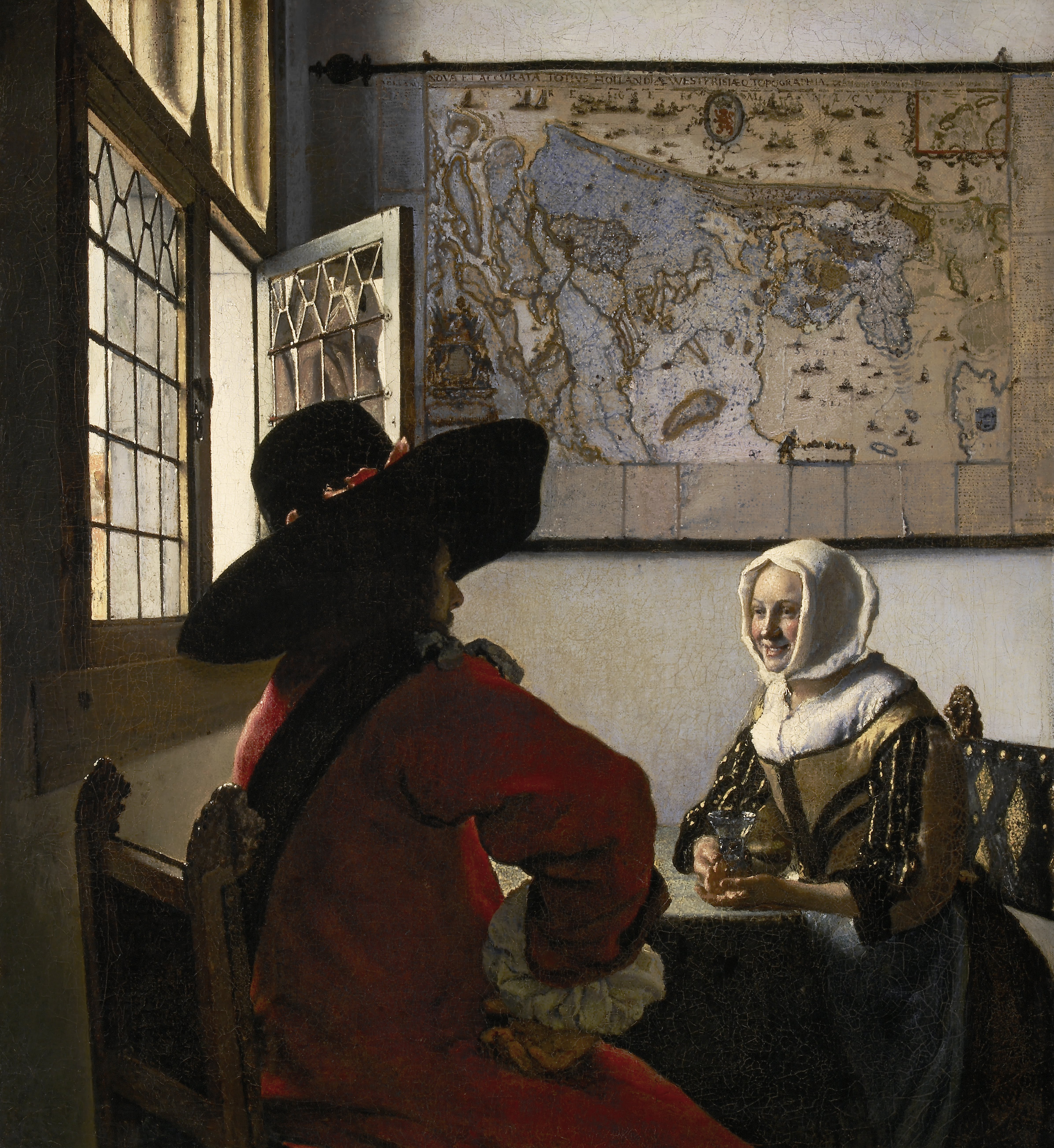
لوحة ضابطة وفتاة تضحك، يوهانس فيرمير، 1657
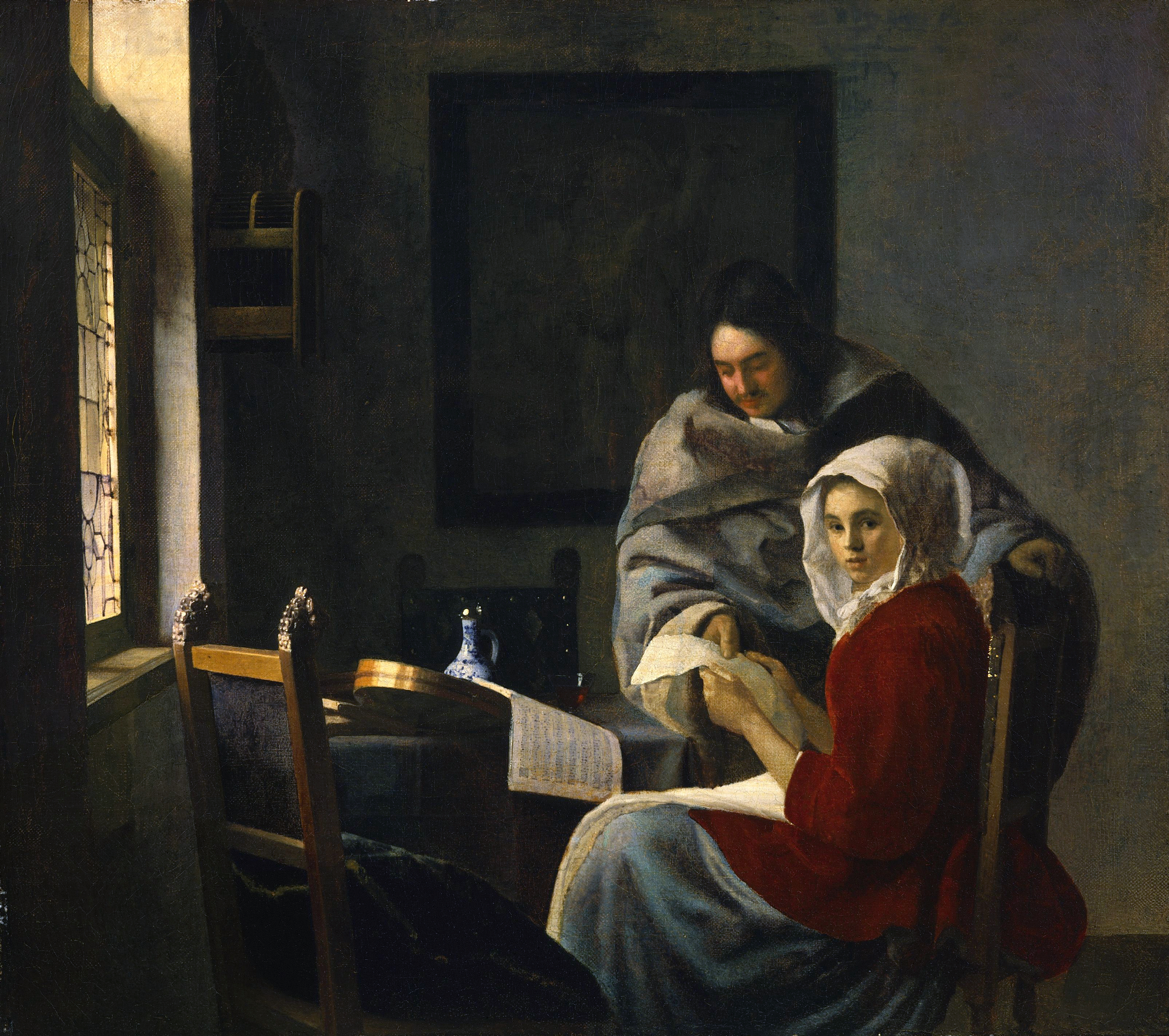
لوحة Vermeer Girl Interrupted at Her Music، يوهانس فيرمير، 1658-1661
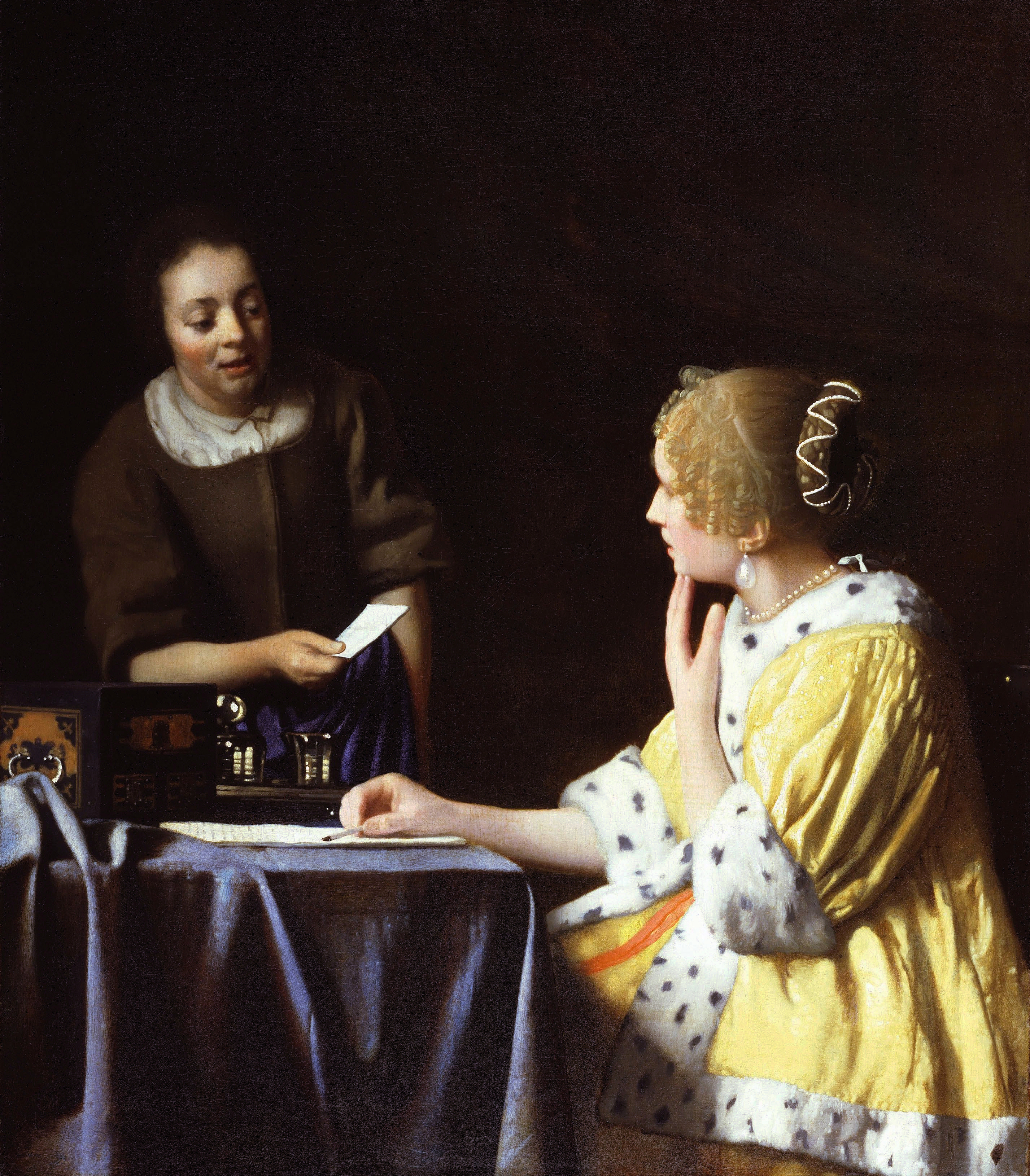
لوحة Mistress and Maid، يوهانس فيرمير، 1667
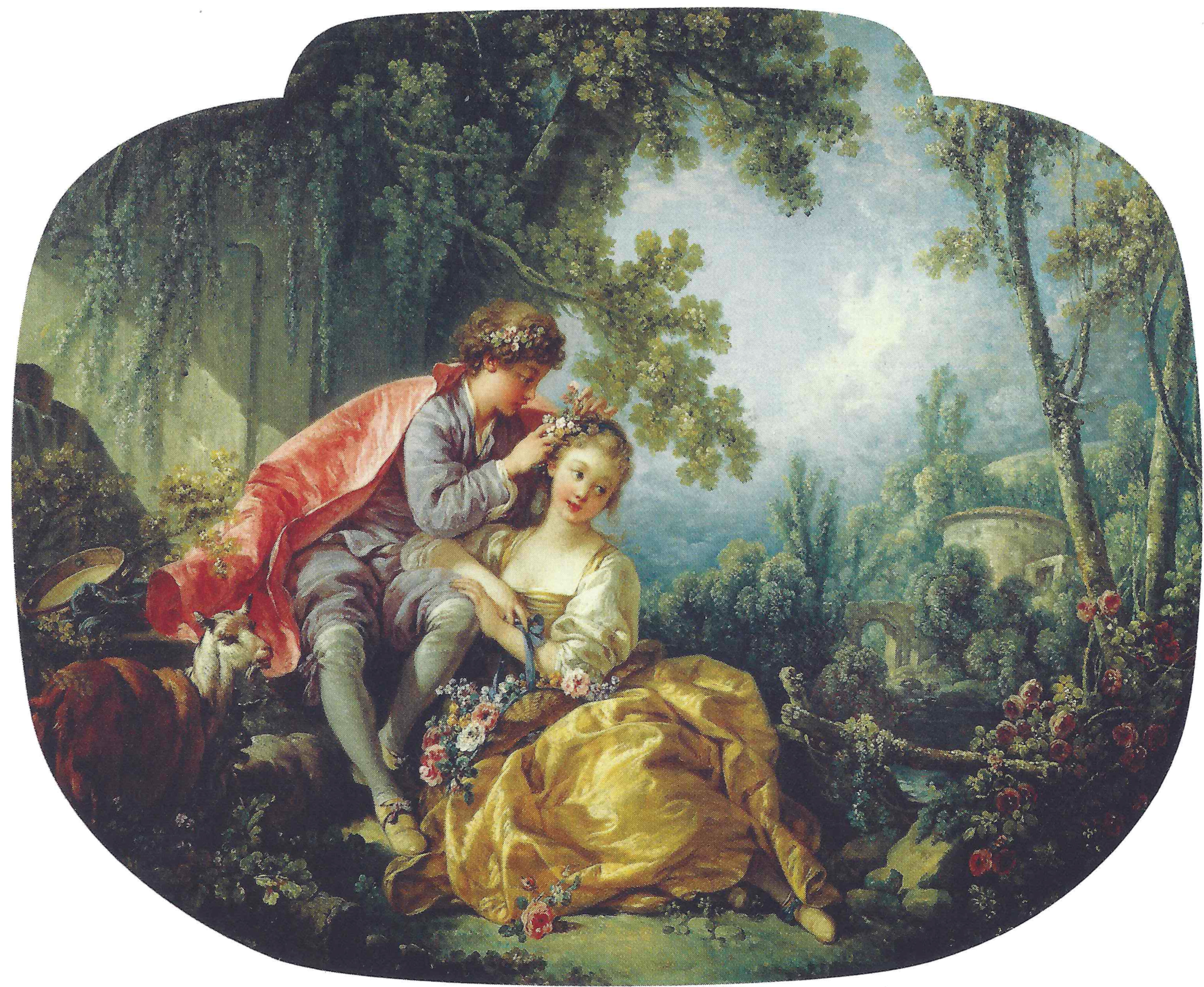
لوحة الفصول الأربعة (الربيع)، فرانسوا بوشيه، 1755
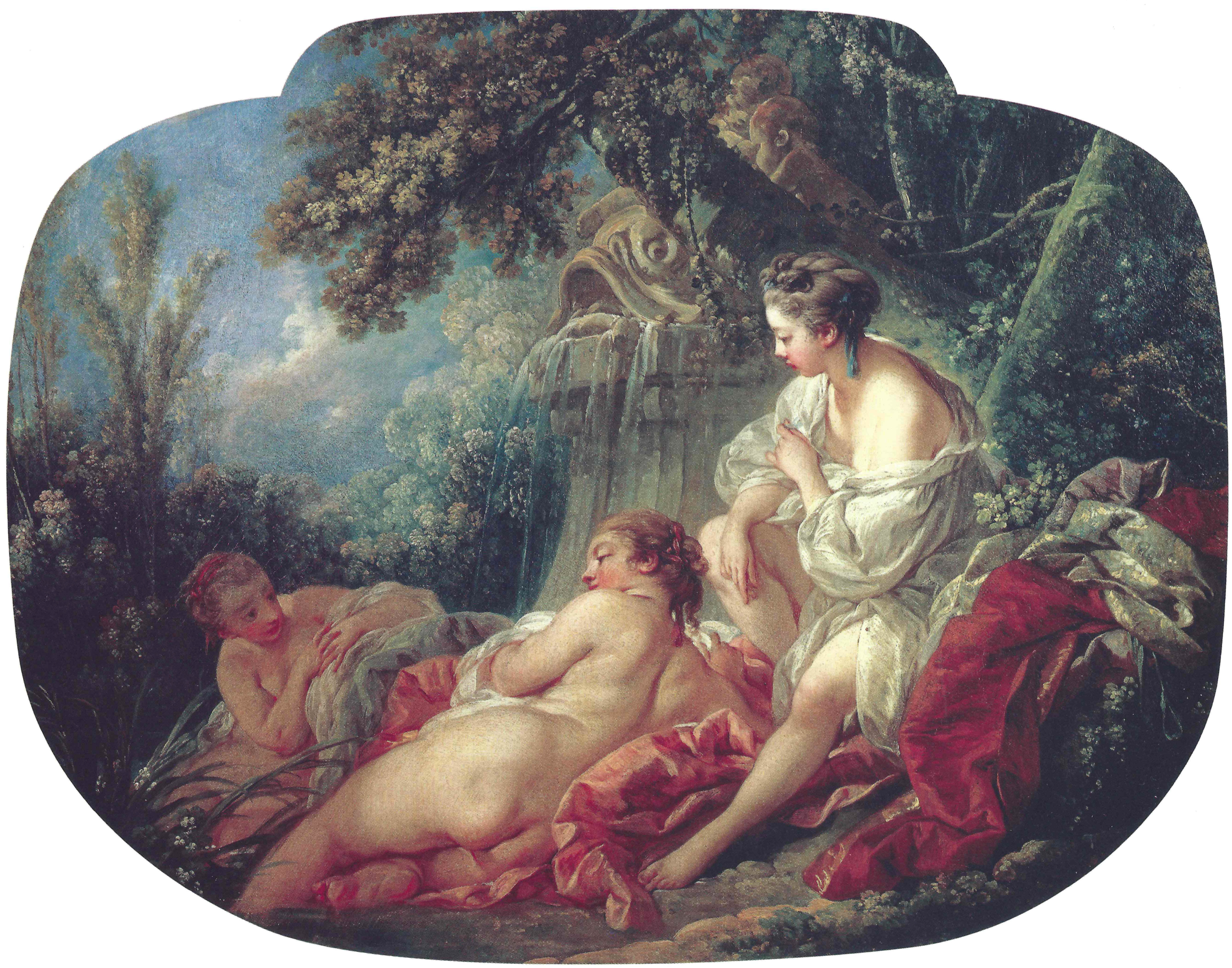
لوحة الفصول الأربعة (الصيف)، فرانسوا بوشيه، 1755
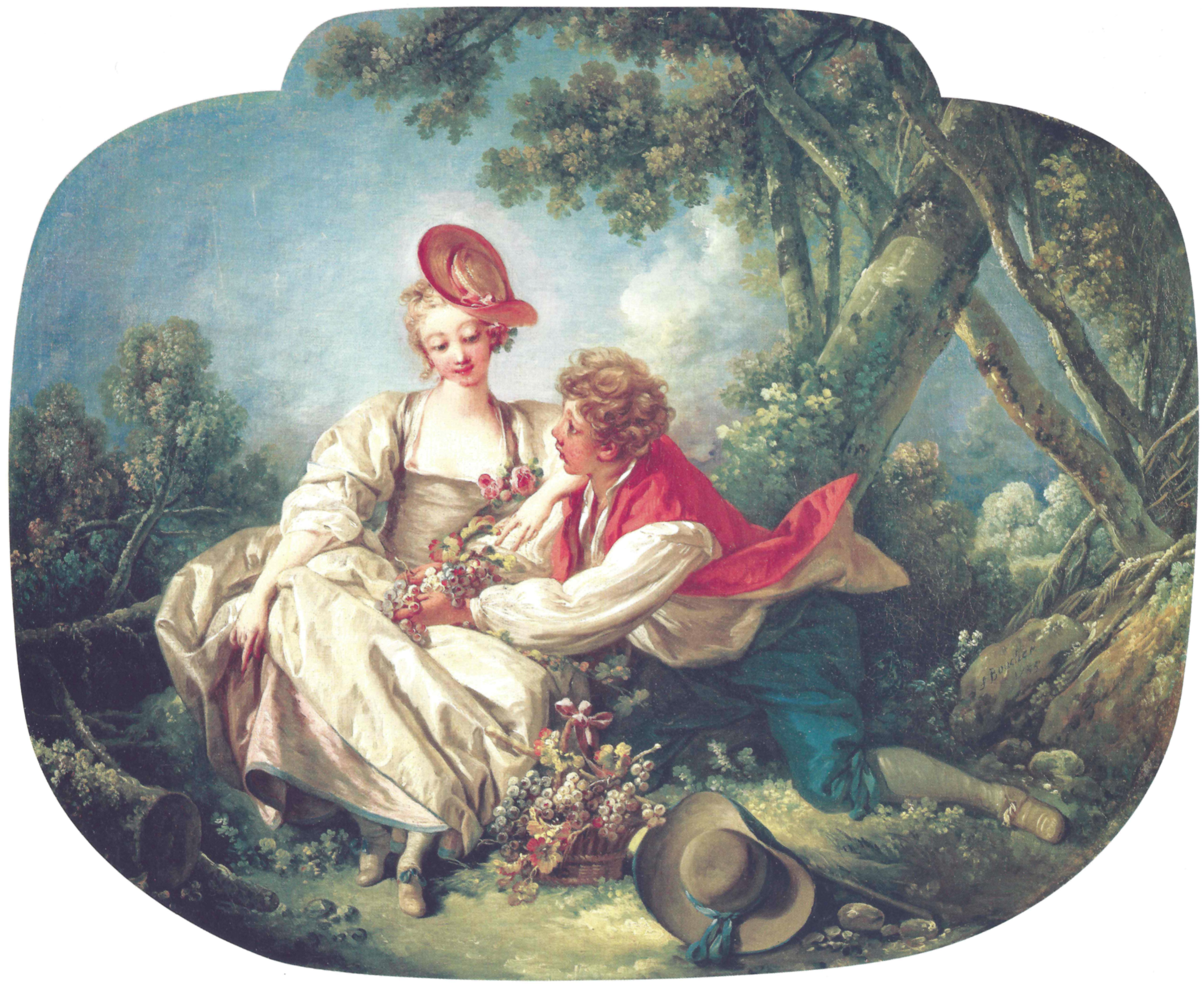
لوحة الفصول الأربعة (الخريف)، فرانسوا بوشيه 1755
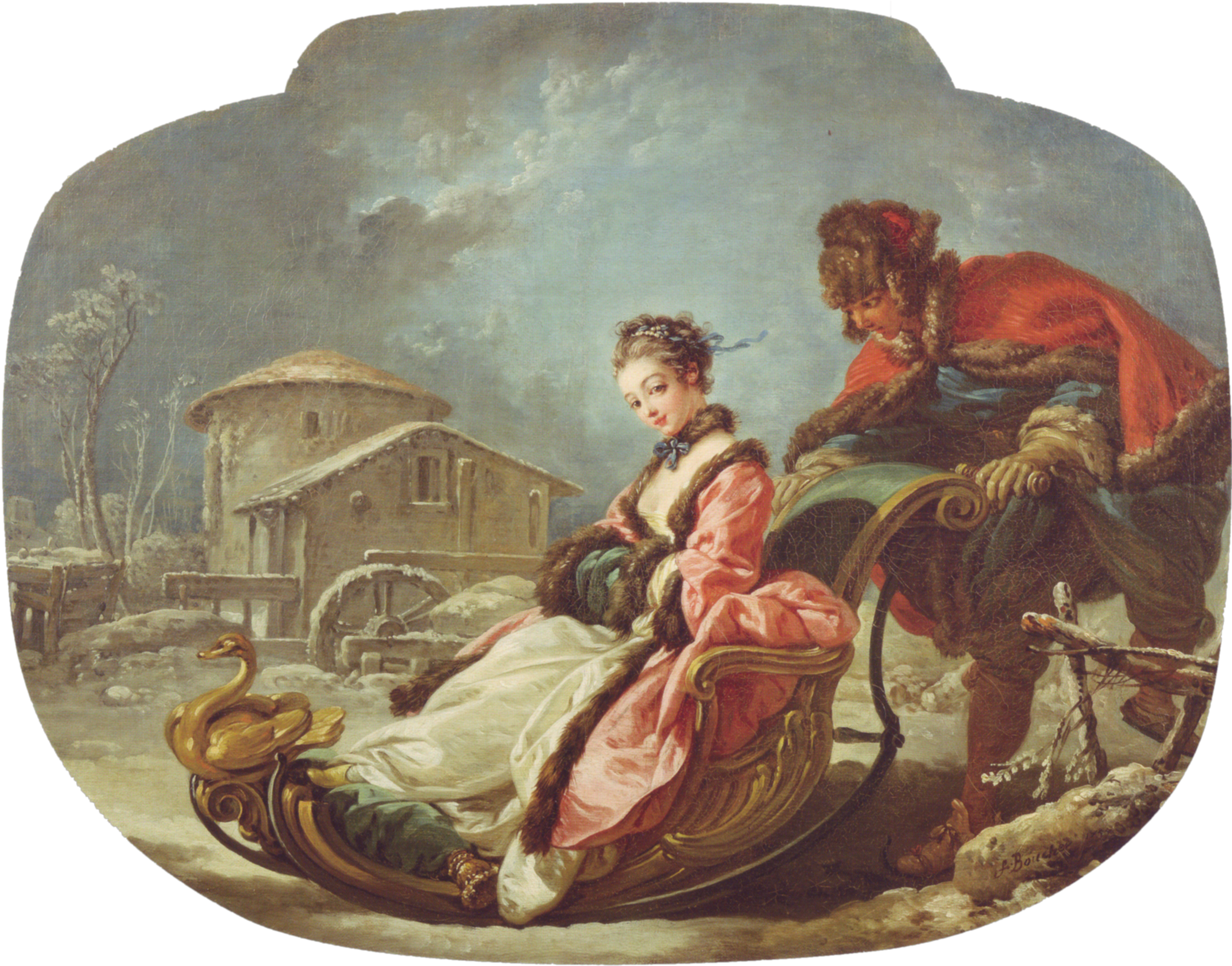
لوحة الفصول الأربعة (شتاء)، فرانسوا بوشيه، 1755
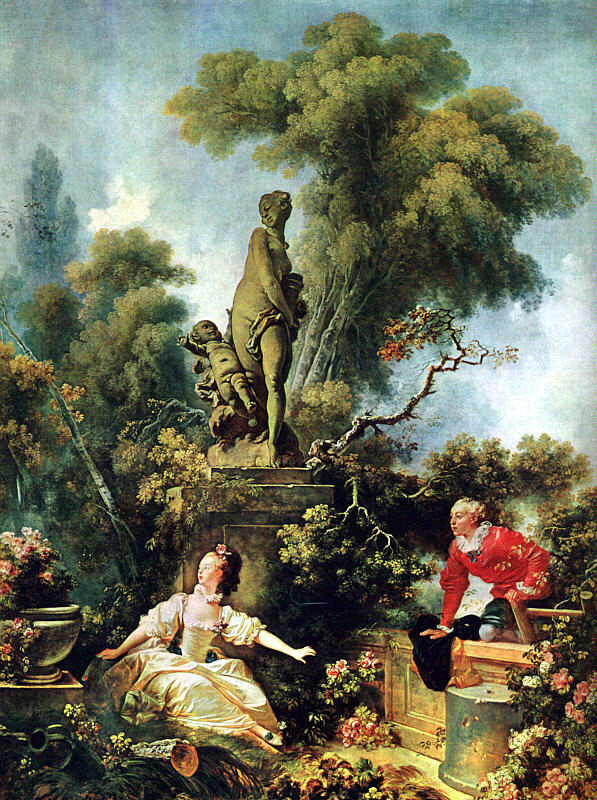
لوحة الاجتماع السري، جان هونوري فراغونارد، 1771
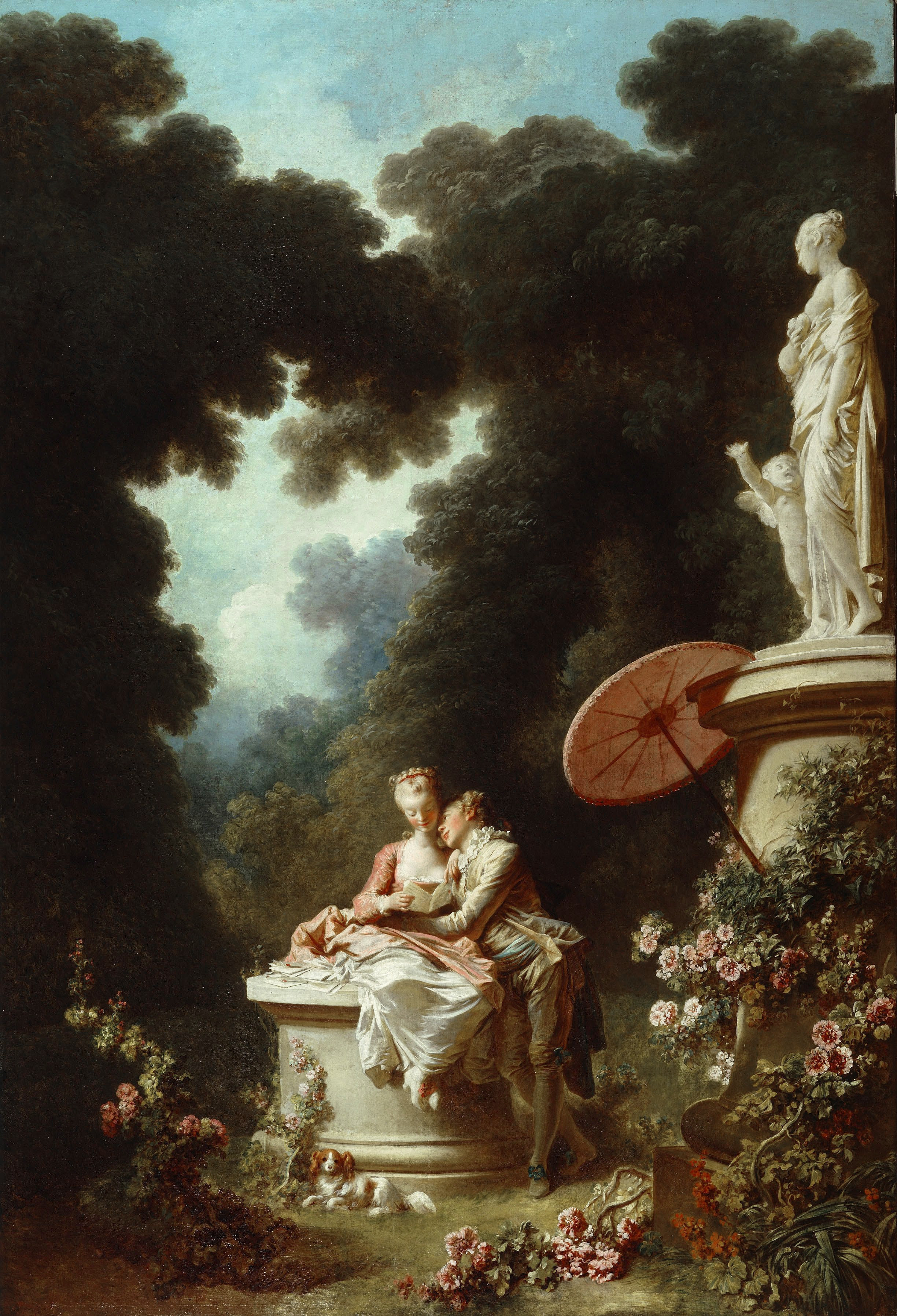
جان هونوري فراغونارد، 1771-1772
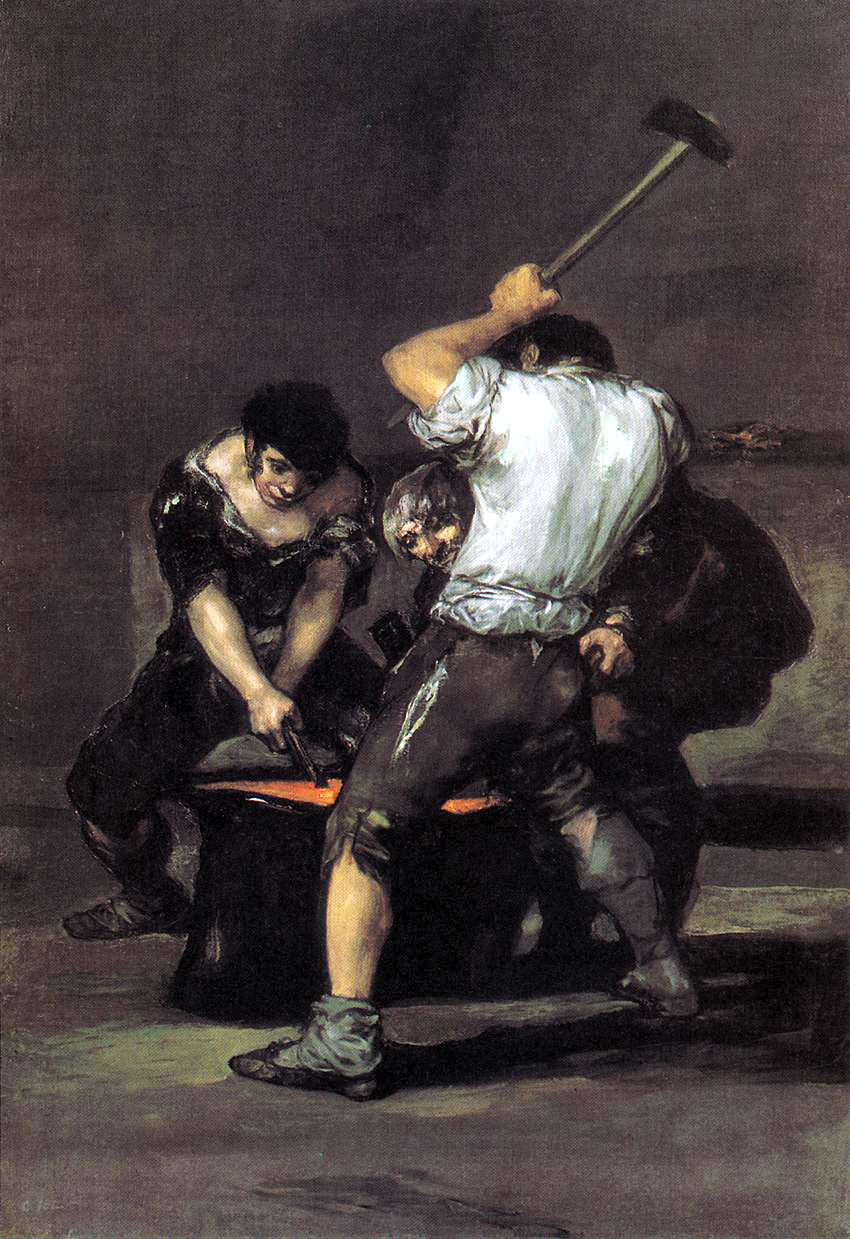
لوحة The Forge، فرانثيسكو غويا، 1817
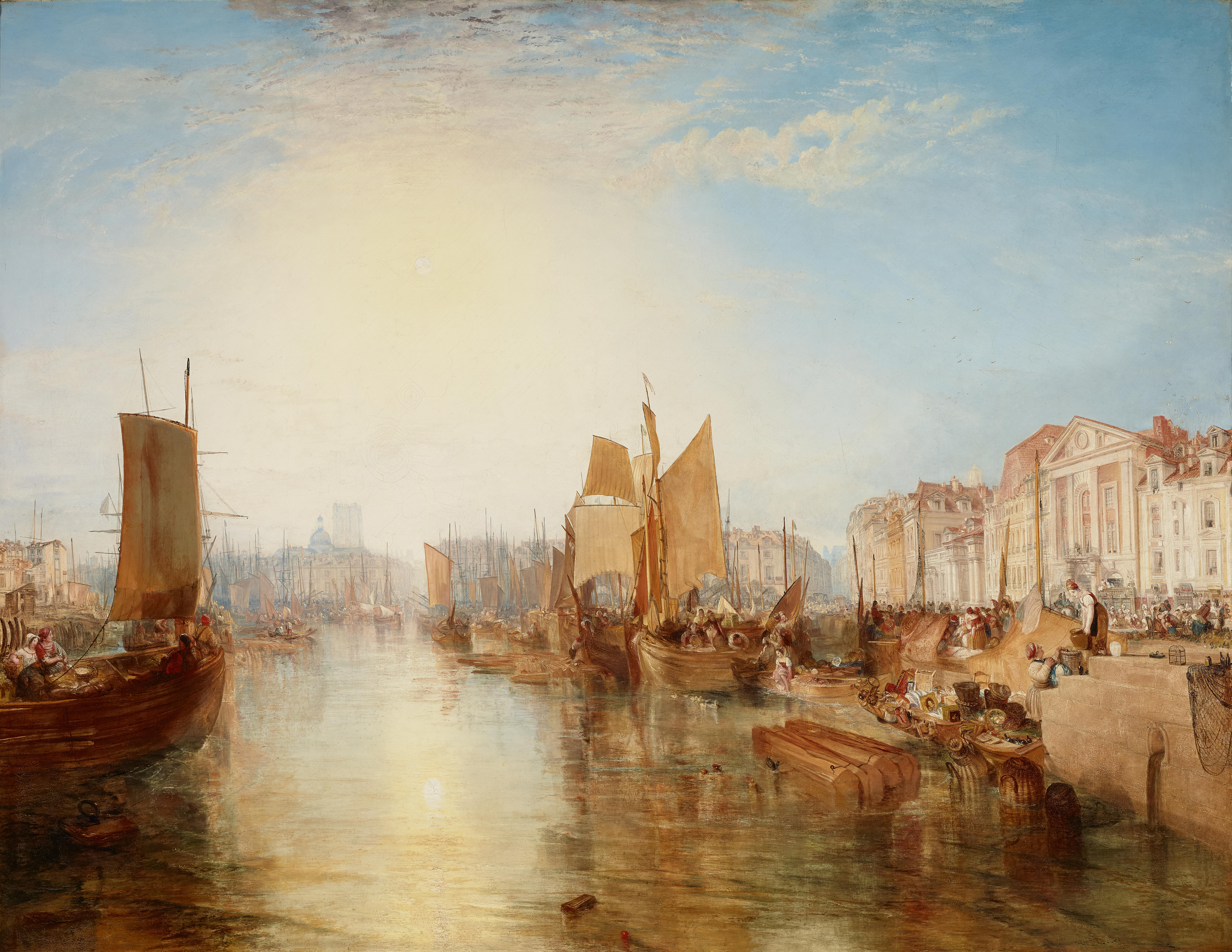
لوحة ميناء دييب، تيرنر، 1826
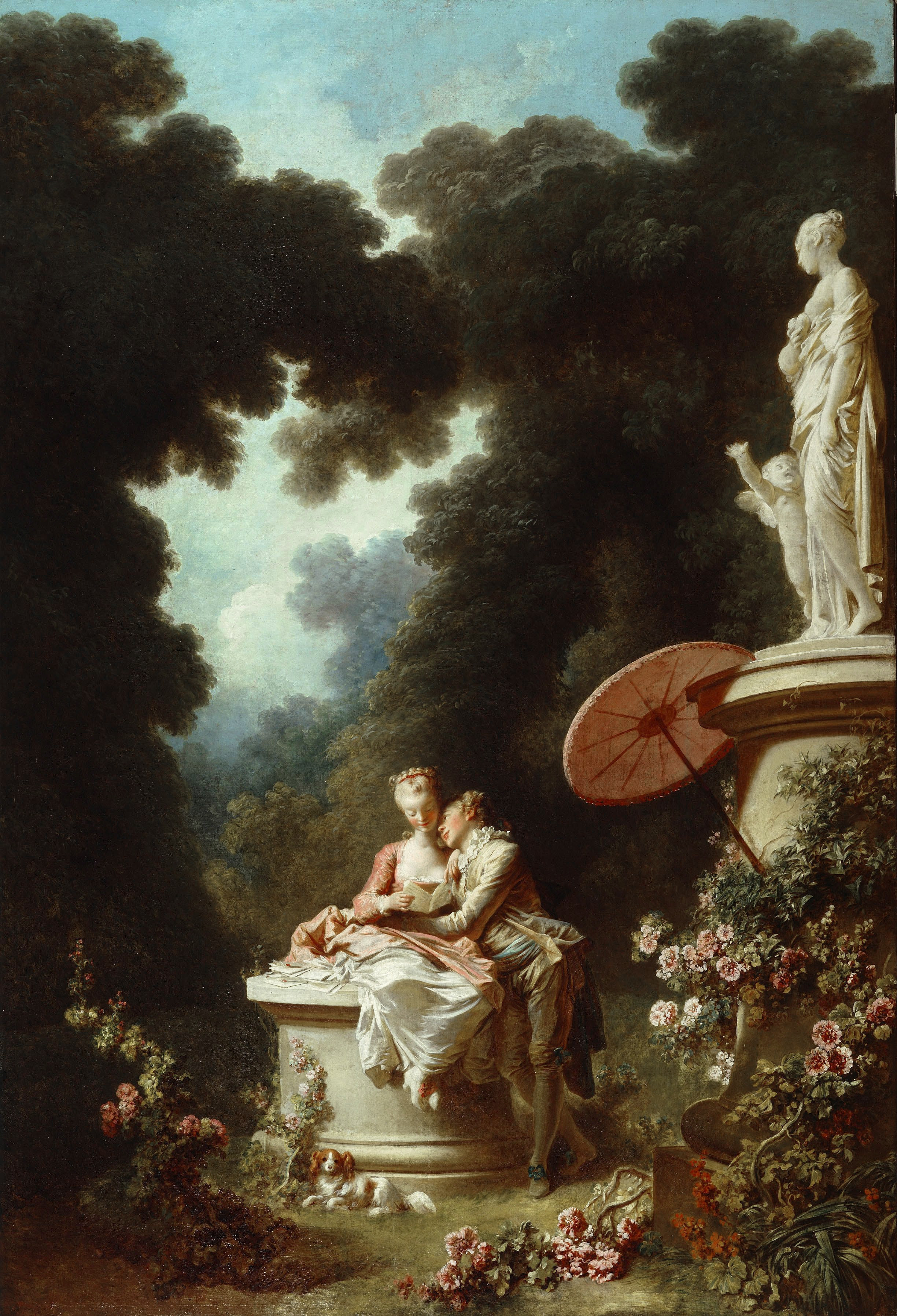
لوحة تقدم الحب - رسائل الحب، جان هونوري فراغونارد، 1771-1772
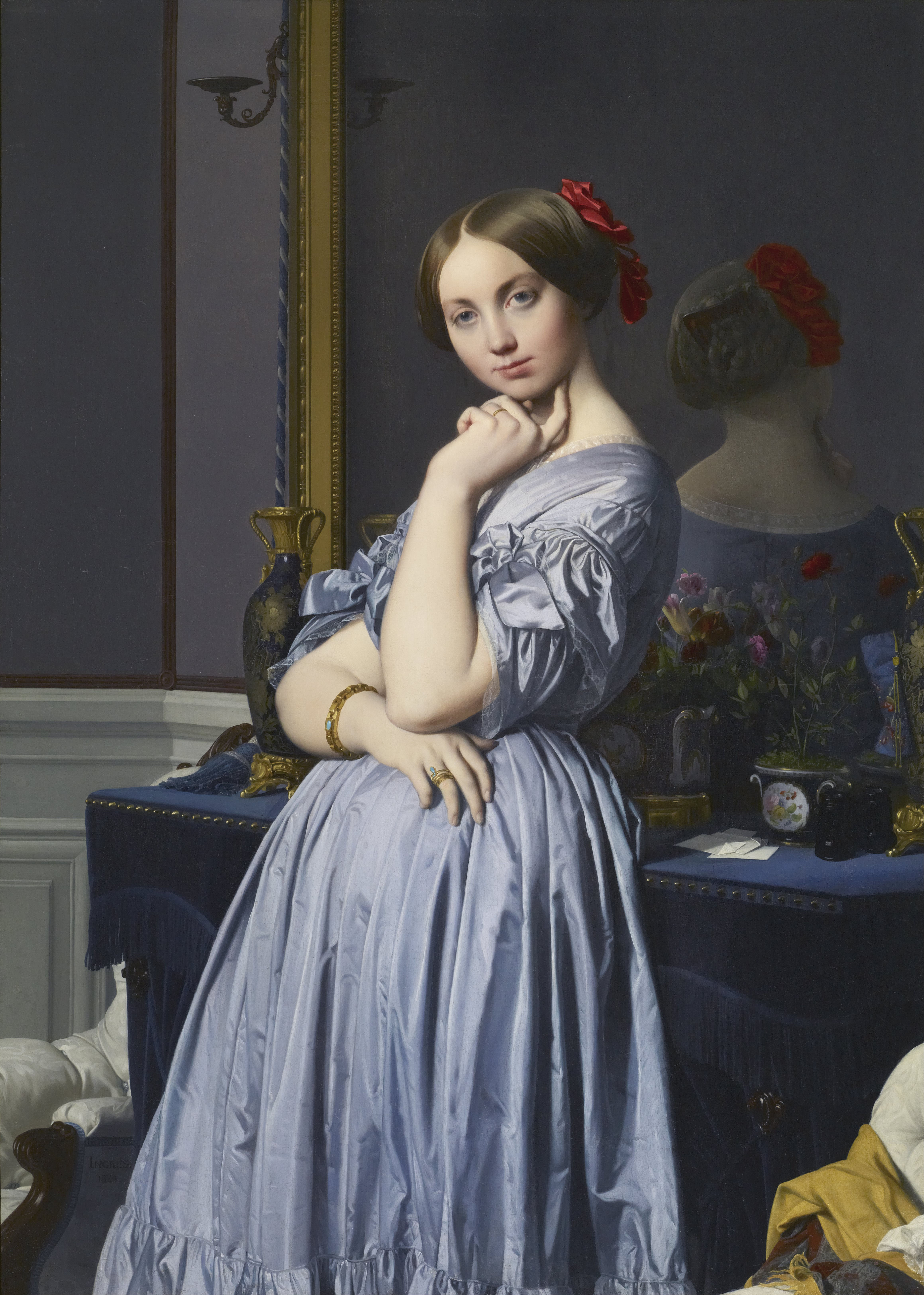
لوحة لويز دي برولي، كونتيسة داوسونفيل، جان أوغست دومينيك آنغر، 1845
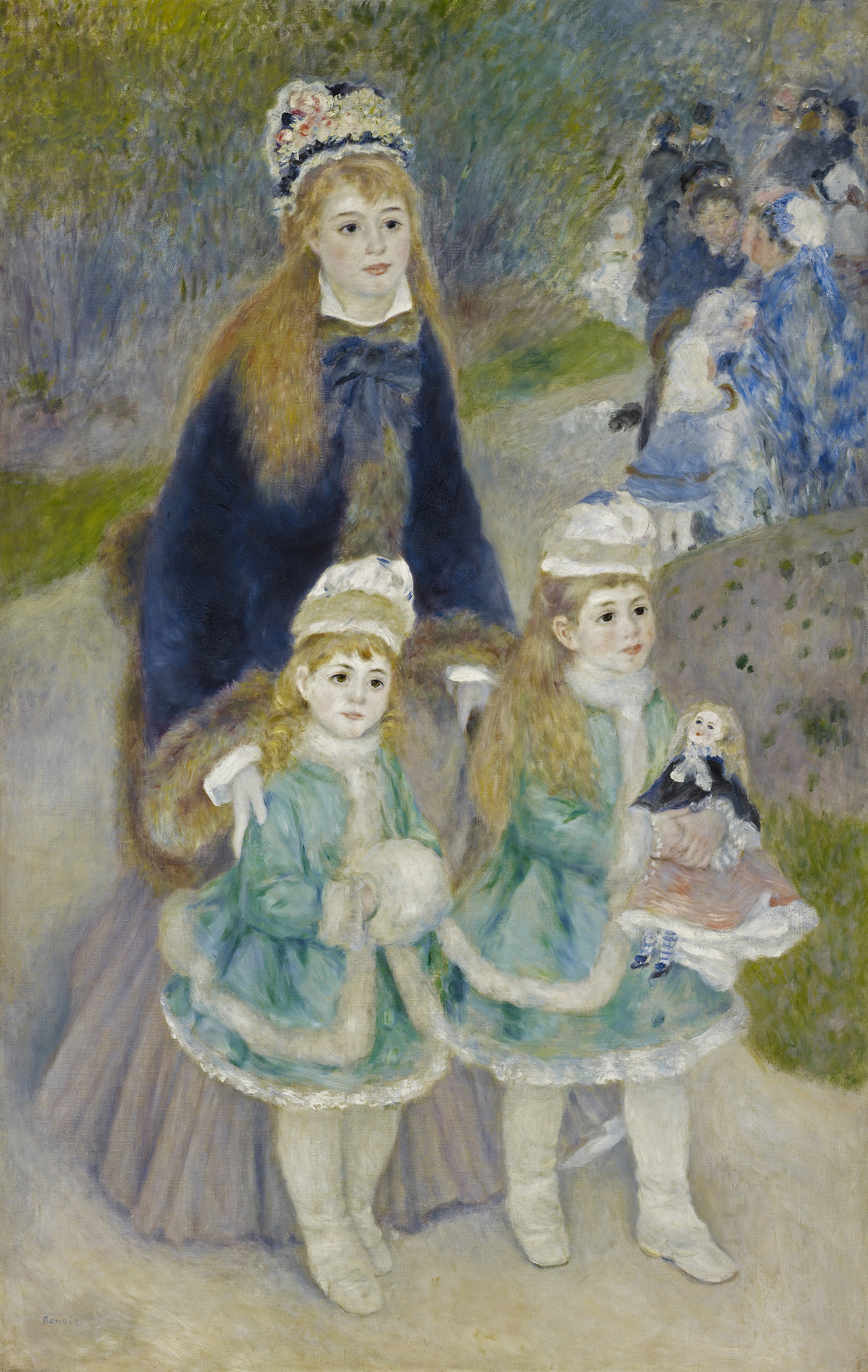
لوحةالأم والطفل (لا بروميناد)، أوجست رينوار، 1875-1876
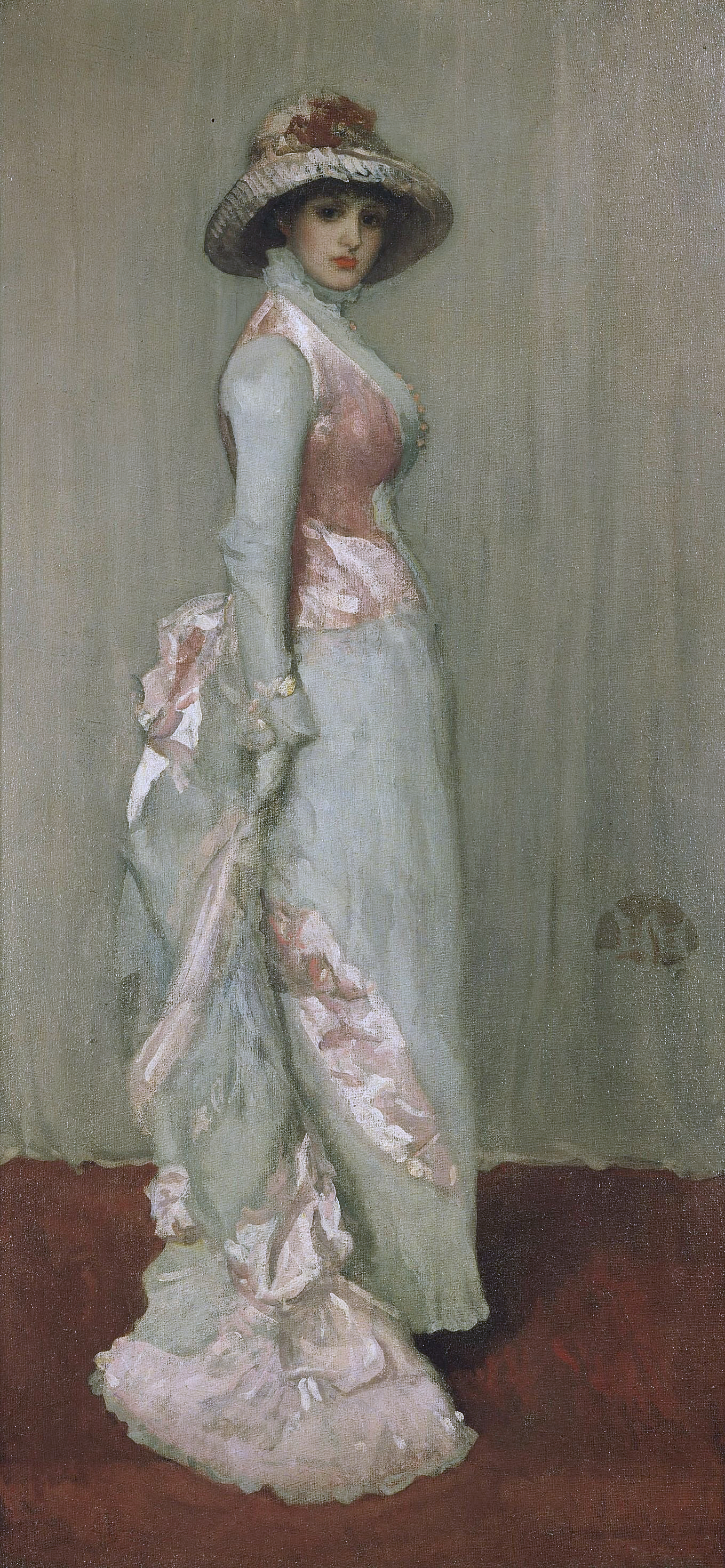
لوحة (للسيدة ميوكس)،جيمس مكنيل ويسلر، 1881

## روابط خارجية
- الموقع الرسمي
- مجموعة فريك، دليل المحفوظات لتاريخ الجمع في أمريكا